# 竹本英史
竹本英史（日语：／ Takemoto Eiji，1973年3月7日—），日本男性配音員、旁白。出身於山口縣德山市（現周南市）。青二Production所屬。身高165cm。A型血。

## 來歷
學生時代本來對演藝圈不感興趣，但到了高中2年級決定將來畢業出路時，他說自己將來的目標是從山口搬到東京，尋找「只有在東京才能做的事情」時，結果發現了娛樂活動。
在演藝圈中想到「自己對什麼感興趣」，他說是四季劇團的《西城故事》，看完之後印象深刻。之後也看完了同名電影也印象深刻，由於電影本身是配音版本，其身高太矮無法跳舞，所以決定要成為一名配音員，他認為如果參與配音工作的話就可以扮演《西城故事》世界的角色。
之後，竹本被就業率高達130%的代代木動畫學院的廣告所吸引，通過展示學習資料說服了父母，他保證4年後若沒有成為配音員，直到其他人大學畢業的那一年，會回到大學，過著普通的生活，並從山口搬到東京。來到東京後，為了不增加父母的經濟負擔，他以報紙獎學金生的身份進入該學校。
同時加入了由時任聲優科總負責人的三矢雄二創立的劇團「Free Atom」，成為學校試鏡最後合格的30人之一，加入劇團後，他一面表演戲劇一邊當了3～4年的學校兼職講師。在NELKE PLANNING、Love Live工作後，曾一度是自由身，後來加入青二Production。

## 人物
興趣：電影鑑賞。因此國中時期電影觀看的數量超過150部。其它還有足球觀戰、旅行。
資格、執照：普通汽車執照、中型貨車執照、狩獵執照。擅長方言：山口方言。
已婚，於自身官網「竹本日誌」公開。特長：「妻自慢」。有一個姊姊。從2020年開始，他一直在照顧一隻被遺棄的貓叫「蜜柑」和一隻曾經繁殖的吉娃娃犬叫「愛」。
經常出現在東映動畫製作動畫和大地丙太郎執導作品。

## 演出
粗體字表示主要角色。

### 電視動畫
1993年
- 侏羅紀足球傳說（日语：ドラゴンリーグ）（泰克冬特）

1994年
- 小紅帽恰恰（鏡、恐龍、領袖水母、男B、判定機）

1995年
- 守護天使莉莉佳（男學生、博爾德、男孩）

1996年
- 水色時代（山田）
- 浪客劍心（刈羽蝙也、三郎、老爺爺、警官、男、侍從）

1997年
- 呱呱響叮噹（日语：ケロケロちゃいむ）（秀典、 等）
- 烏龍派出所（1997年—2008年，榎本武揚、秋本治、鴿子刑警、村雨珍蘭蘭、豚平〈第3代〉[17]、睡眠清四郎、蛸田燒夫、石頭右折、恐山丑松、岡本爆彈、大黑虎造、亞力賽·模型斯基、井矢史照生、戶塚金次、飯岡鐵五郎、沖田龍司、中川重一、芹澤〈第2代〉、佐倉萬年、龍王渡邊、悲劇王茶布丁 等）
- 夢之蠟筆王國（麵包店店主、袋鼠爸爸、巨大河童、漢堡軍曹、主持人、豬村、變色龍、油漆工）

1998年
- 玩偶遊戲（記者）
- 鄰家女孩 Miss Lonely Yesterday 在那之後的你…（現場教練）
- 機甲發明小子（馬薩拉、審查員C、警衛機器人、咖哩、受付機器人）
- 超級變形金剛（／[18]）

1999年
- 小魔女DoReMi（1999年—2002年，老師、食人花、鋼琴配送業者、風扇、烏龜 等）4系列[注 1]
- 丸少爺（カンブツさん、使用人、店主、月光長、白之進 等）
- 月光假面 (1999年版)（[19]、壽司屋客人1）
- 網路安琪兒（班上同學A）
- 週刊故事樂園（日语：週刊ストーリーランド）（店員A、課長、上班族1、警官、君山 等）
- 將太的壽司 與心產生共鳴的味道（小政〈岡村秀政〉）
- 超級娃娃戰士★莉卡（ 等）
- 超級發明小子（日语：超発明BOYカニパン）（多布洛克、調試隊員、導演、攝影師）
- HUNTER×HUNTER (1999年版)（1999年—2001年，持刀男、基里科、右衛、窩金、鮑得羅、凱美瑞、波旁、摩塔立克）
- 變形金剛Neo（日语：ビーストウォーズネオ 超生命体トランスフォーマー）
- 未來少年柯南II（日语：未来少年コナンII タイガアドベンチャー）（傑克[20]）
- 徽章戰士（1999年—2000年，校長、不良、海水浴客、九重、銀海 等）2系列[注 2]

2000年
- 隨風飄的月影蘭
- 真·女神轉生 惡魔之子（ザントマン、赫魯、珀魯索納、德寶）
- 變形金剛：Car Robot（日语：トランスフォーマー カーロボット）（[21]、明石博士）
- 仙魔大戰2000（日语：ビックリマン2000）（寒亂射、失投尉、凶鬥神迭斯、魂轟神馬古曼多）
- 哈姆俱樂部（日语：ハムスター倶楽部）（爸爸）
- 向陽之樹（巽正吉郎、太田東海、飯田辰之助 等）
- 遊☆戲☆王 怪獸之決鬥（魔人死亡撒旦、罕見獵人、Big5／大門小五郎〈初代〉、Big3／大岡筑前〈第2代〉、人造人電子機器人〈初代〉、河豚田〈初代〉、森田老師、高井戶 等）

2001年
- 啄木鳥伍迪（巴茲）
- 銀河天使（艾瑞克）
- 仰天人間（日语：仰天人間バトシーラー）
- 宇宙戰士零（日语：コスモウォーリアー零）（楊格·哈洛克）
- 頑皮小白貂（仙堂一朗、牙王）
- 神鵰俠侶（尹志平[22]）
- STARTLING ADVENTURES 空想3×大冒險（ブリッジ、無法者A）
- 鄰家女孩 CROSS ROAD ～風之速～（安迪）
- 華麗的機會（日语：チャンス〜トライアングルセッション〜）（醫師A）
- 戀愛占卜師（館長）
- 破壞魔定光（教頭、火箭搭乘員、指揮官、光角）
- 怪獸家族（機器人）

2002年
- 槍之國度（日语：ガンフロンティア (漫画)）（赫洛克）
- 足球小將翼 (平成版)（保羅 等）
- 金肉人II世（2002年—2006年，金肉中（日语：キン肉アタル）、佐佐木米男、克洛伊（日语：ウォーズマン#クロエ）[23]）3系列[注 3]
- 真·女神轉生 惡魔之子 光之書&闇之書（土元素、阿蒙、巴洛魯隊長）
- 網球王子（2002年—2022年，九鬼貴一、柳蓮二）3系列[注 4]
- 鈴鐺貓娘Panyo Panyo（球審）
- 飆悍射將（室井和也）
- 哨聲響起（尾形智、和尚）
- BOM BOM 彈珠人太空戰士（雷電彈珠人、MA9）

2003年
- 妮嘉尋親記（卡羅的部下）
- 戀愛小魔女（魯魯、校長、教師）
- 鈴鐺貓娘Nyo（比田井弘）
- 戰鬥陀螺G（羅梅羅）
- PAPUWA（2003年—2004年）
- 我要上太空（田中試驗官、參列者、友朗的同僚、校長、宇宙飛行士2、重的父親、設計首席）
- 尋找滿月（艾瑞克、中年男性）
- 鼻毛真拳（2003年—2005年，鼻毛大人、葛蘭、牙禿、十兵衛、旋風藍調、星星助拳人、暗夜叉／森巴人）
- ONE PIECE（2003年—，羅西奧[24]、歐姆[25]、多雷古、約翰·吉安特、道伯曼[26]、博加德、亞伽拉、拉戈、熊毛皮、寧[27]、河馬紳士、船長、尤奇、摩托巴洛[28]、X·德雷克[29]、巨人〈史坦森〉、拉裘巴、海軍幹部〈大銀〉、科米爾[30]、迪卡爾班〈兄〉[31]、斯托洛貝里[32]、凱撒鬍〈史鐵雷斯〉[33]、查佩、努本 等）

2004年
- 宇宙交響詩美蒂露 銀河鐵道999外傳（日语：宇宙交響詩メーテル 銀河鉄道999外伝）（哈洛克）
- 河童的飼養法（日语：カッパの飼い方）（田所）
- 御行者 AMDRIVER（日语：Get Ride! アムドライバー）（吉恩·庫羅斯）
- 最遊記RELOAD GUNLOCK（妖怪、村人、怪獸）
- 次元艦隊（2004年—2005年，柳一信[34]、廣播）
- 十兵衛2 -西伯利亞柳生的逆襲-（下平辰平）
- 校園迷糊大王（2004年—2005年，、哲、獵人、角刈）
- 花右京女侍隊 La Verite（花右京北齋）
- B傳說！戰鬥彈珠人（2004年—2005年，大樹〈炎咒的父親〉、那個老闆／主老闆）2系列[注 5]
- 陸奧圓明流外傳 修羅之刻（柳生十兵衛三嚴[35]、三吉慎藏、松本良順、老忍者、青木 等）
- 遊☆戲☆王 怪獸之決鬥GX（迷宮兄弟〈迷〉）
- Legendz 龍王甦醒傳說（2004年—2005年，J1、蠑螈、馬克的父親、半人馬、井上）

2005年
- 光速蒙面俠21（2005年—2008年，鐵馬丈、笠松新信、老虎、豬狩大吾、貓山圭介 等）
- 極樂天師（經理）
- 韋駄天翔（2005年—2006年，泰瑞、狐影）
- 植木的法則（2005年—2008年，范·迪克特[36]、班）
- 黑輪君（日语：おでんくん）（拉麵店的哥哥）
- 新宇宙飛龍（2005年—2006年，普羅伊斯特、也文、導師、大地魔龍 等）
- 機動新撰組 萌之劍 TV（鳴釜）
- 搞笑漫畫日和（小野妹子、標題、人、新聞主播、公司社員）
- 銀牙傳說WEED（影虎）
- Keroro軍曹（2005年—2010年，Event星人、電腦、兔子型宇宙人）
- 交響詩篇艾蕾卡7（村民）
- SPEED GRAPHER（國領）
- 絕對少年（主持人）
- 冒險王比特（國王、斯特羅加）2系列[注 6]

2006年
- 怪 ～ayakashi～
  - 「天守物語」（小田原修理）
  - 「化貓」（岡）
- 歡迎加入N·H·K！（小林友一）
- 童話槍手小紅帽（鈴風純太朗）
- 神様家族（松永老師、魔犬）
- 搞笑漫畫日和2（小野妹子）
- 數碼寶貝拯救者（番長獅子獸）
- 飛天小女警Z（2006年—2007年，正雄的父親、洛克、高加索·里歐、海膽怪物、怪物卡薩卡薩 等）
- 王牌酒保（來島美和的父親[37]）
- 爆球Hit！轟烈彈珠人（岡大藏）
- 真仙魔大戰（2006年—2007年，、店主 等）
- 貧窮姊妹物語（魚屋）
- 暖煦煦森林的拉斯卡爾（日语：ぽかぽか森のラスカル）（流氓爸爸、搖滾者）
- 蟲師（哲）
- MAJOR（2006年—2009年，千石真人）2系列[注 7]
- 夢使者（長崎光二）

2007年
- 怪物王女（麗莎的哥哥〈洛博·懷爾德曼〉）
- 鬼太郎 (第5作)（2007年—2009年，大久保、邪魅、法蘭肯、死神100號、宗帝王、土精）
- 人造昆蟲KABUTOBORG V×V（Bidet田中）
- 旁邊的兒童 我的火腿組（日语：はたらキッズ マイハム組）（竹）
- BLEACH（2007年—2010年，艾斯林卡、部下A／破面）
- 物怪（退魔之劍）—全話共通，或者各話以下一人分飾二角。
  - 「座敷童子」（直助）
  - 「海坊主」（五浪丸、退魔之劍）
  - 「無臉」（阿蝶的丈夫）
  - 「鵺」（室町具慶）
  - 「化貓」（森谷清）
- 悲慘世界 少女珂賽特（克爾菲萊克）

2008年
- 威爾貝魯物語 ～威爾貝魯的姐妹～ 第二幕（唐納文）
- 純情羅曼史（教授）
- 西洋骨董洋菓子店 ～Antique～（中井）
- 墓場鬼太郎（主持人、議長、若頭）
- 藍龍 天界的七龍（法米利安）
- Machgirl（看守、加魯特市長、達克）
- 魔法使的條件 ～夏日天空～（營救）
- 藥師寺涼子怪奇事件簿（男性廣播）
- 看見夢想，動畫「小on」（日语：ユメミル、アニメ「onちゃん」）（2008年—2010年，小on的爸爸、惡作劇樹）2系列[注 8]
- RoboDz 風雲篇（日语：ロボディーズ -RoboDz- 風雲篇）

2009年
- 怪談餐館（警官）
- 空中鞦韆（ヤッパのヤス）
- 骷髏13 (2008年版)（搭訕男性）
- 你好 安妮 ～Before Green Gables（約翰）
- 守護甜心!! 心跳（邊里唯世的父親〈邊里唯〉）
- 戰鬥司書 The Book of Bantorra（費基）
- 七龍珠改（2009年—2010年，吉多拉、巴士司機）
- 洋蔥和尚朝太郎（日语：ねぎぼうずのあさたろう）（蘿蔔亭主、行司、賣器皿的人、親分、家臣）
- 名偵探柯南（2009年—2019年，中村悠介、森下俊一、安齊典悟、河內山豪）

2010年
- 動物偵探奇魯米（德桑）
- Heartcatch 光之美少女！（2010年—2011年，古蒙察奇、橘真由美的父親）
- HEROMAN（スクラッグ）
- 熱拳本色1 影道篇（青龍）

2011年
- C（永山智介）
- 櫻桃小丸子 (第2期)（丸山政男）
- 數碼寶貝合體戰爭系列（瑪爾斯獸、機車獸）2系列[注 9]
- 美食獵人TORIKO（波奇伍茲）
- 爆丸3 狩獵保衛者（萊因哈德）
- 如果高校棒球女子經理讀了彼得·杜拉克（加藤）
- Rio RainbowGate！（國王）

2012年
- 翡翠森林狼與羊 ～秘密的朋友～（年輕野狼2）
- 機動戰士鋼彈AGE（史歷克·亞碧斯）
- 新網球王子（柳蓮二）
- 聖鬥士星矢Ω（2012年—2013年，英仙座 米爾法克、天神創世劍 泰坦[38]）
- ONE PIECE 魯夫特別篇 ～手掌島的冒險～（海兵傳令）

2013年
- 有頂天家族（撞球場店主）
- 京騷戲畫（伏見[39]）

2014年
- 斬！赤紅之瞳（波魯斯[40]）
- 相撲力士!! 松太郎（日语：のたり松太郎）（廣播）
- 我，要成為雙馬尾（罪惡魔鱷）
- 戰國無雙SP 真田之章（石田三成[41]）
- 天雷爭霸：復仇者聯盟（鷹眼）
- 戲劇性謀殺（諾伊茲的父親）
- 機械少女Z（隼人）
- 境界觸發者（2014年—2021年，唐澤克己、荒船哲次[42]）3系列[注 10]

2015年
- 英國一家，吃在日本（日语：英国一家、日本を食べる）（麥克·布斯（英语：Michael Booth））
- GATE 奇幻自衛隊（神子田瑛）
- Charlotte（熊耳）
- 食戟之靈（2015年—2018年，安東伸吾）3系列[注 11]
- 戰國無雙（石田三成[43]）
- 那就是聲優！（音響監督[44]）

2016年
- Active Raid -機動強襲室第八課- 2nd（犯人A）
- 英國一家，吃在正月（麥克·布斯）
- 齊木楠雄的災難（2016年—2018年，魔美的店長）2系列[注 12]
- Scared Rider Xechs（費爾南德斯[45]）
- 虎面人W（2016年—2017年，奧汀[46]、外道（日语：外道 (プロレスラー)））
- 排球少年!! Second Season（清）
- WWW.WORKING!!（宮越華的父親）

2017年
- 信長的忍者（杉谷善住坊）
- 七龍珠超（比路加莫[47]、幻比路加莫、寧克[48]）
- 夏目友人帳 陸（會宮）
- 咕嚕咕嚕魔法陣 (2017年版)（熊門）

2018年
- DAME×PRINCE ANIME CARAVAN（日语：DAME×PRINCE）（庫洛姆[49]）
- 黃金神威（2018年—2022年，月島軍曹[50]）4系列[注 13]
- DEVILSLINE 惡魔戰線（仲村航平）
- 鋼彈創鬥者 潛網大戰（電玩大師）
- ONE PIECE 空島特別篇（日语：ONE PIECE エピソードオブ空島）（歐姆）
- 一直跑下去真的是太好了。（日语：走り続けてよかったって。）（男性配音員、講師3）
- 寄宿學校的茱麗葉（佩西亞的父親）
- 我讓最想被擁抱的男人給威脅了。（坂卷玲二）
- 爆釣王（日语：爆釣バーハンター）（2018年—2019年）

2019年
- 家有女友（桂木仁）
- 鬼太郎 (第6作)（記者）
- 鬼滅之刃（2019年—2023年，鐵穴森）2系列[注 14]
- 毛球剛次郎（日语：けだまのゴンじろー）（蝙蝠山老師）
- 美妙射擊部（澀澤航）
- 籃球少年王（2019年—2020年，五月正義[51]）
- 巴比倫（日语：バビロン (小説)）（2019年—2020年，薩繆爾·哈迪）

2020年
- 達爾文遊戲（熊貓君[52]）
- 神推偶像登上武道館我就死而無憾（長井）
- 夢夢貓（2020年—2021年，日向夢的父親）2系列[注 15]
- 戀與製作人 ～EVOL×LOVE～（部下）

2021年
- 工作細胞!!（腸管上皮細胞）
- 魔法水果籃 (2019年版)（倉伎真知的父親）
- 暗夜第六感 2041（霧原幸彥）
- 交通工具人 移動樂園的跑車君（日语：のりものまん モービルランドのカークン）（福帕）
- D_CIDE TRAUMEREI THE ANIMATION（父親）
- BORUTO -火影新世代- NARUTO NEXT GENERATIONS-（神秘男子）
- 特斯拉筆記（親信）

2022年
- 薔薇王的葬隊（路易十一世）
- 失格紋的最強賢者（公會支部長）
- 數碼寶貝幽靈遊戲（假扮獸首領）

2023年
- 我與機器子（拉蒂茲的肘、達利）
- 決鬥大師 WIN 決鬥學園篇（里珀教授）
- B-PROJECT ～熱烈＊Love Call～（後藤田）

2024年
- 極速星舞（店主）
- 關於我轉生變成史萊姆這檔事 第3期（阿爾諾[53]）

2025年
- 搞笑漫畫日和GO（小野妹子[54]）

### 電影動畫
1997年
- 浪客劍心：給維新志士的安魂曲

1999年
- 烏龍派出所 THE MOVIE：史上最惡爆彈大作戰！（花花公子[55]）
- 超級娃娃戰士★莉卡：麗佳絕體絕命！奇蹟的娃娃騎士（冒險兒童樂園的工作人員）
- 劇場版 超級變形金剛（ダージガン）

2001年
- 阿萊蒂公主（日语：アリーテ姫）（達拉博阿）

2003年
- 烏龍派出所 THE MOVIE2 UFO大逆襲！龍捲風大作戰!!（老虎的部下1）
- ONE PIECE 死亡盡頭的冒險（多雷古）

2004年
- 雲之彼端，約定的地方（蝦夷製作所工人、電視新聞）
- DEAD LEAVES（日语：DEAD LEAVES）（戰車長）
- ONE PIECE 被詛咒的聖劍（多雷古）

2005年
- 劇場版 網球王子：跡部的禮物 獻給你的網王祭（柳蓮二）

2007年
- 馬西利特博士 阿巴蕾（司令官）
- ONE PIECE 阿拉巴斯坦戰記 沙漠王女與海賊們（副領導者）

2008年
- 劇場版 鬼太郎 日本爆裂!!（宋帝王）

2009年
- 宵星傳奇 ～首鳴～（雷文）
- 新子與千年魔法（青木東介）
- ONE PIECE FILM STRONG WORLD

2011年
- 劇場版 網球王子：決戰英國網球城！（柳蓮二）
- ONE PIECE 3D 追逐草帽大冒險

2013年
- 聖☆哥傳（雅蘇）

2019年
- ONE PIECE STAMPEDE（多雷古、道伯曼[56]）

### OVA
1997年
- AIKa（接待員、攝影師）
- 妙筆小呆（日语：フォトン (OVA)）（詹姆斯·布朗、操縱士 等）

1998年
- 世紀末領袖傳外傳（日语：世紀末リーダー外伝たけし!）（父的部下2）

1999年
- 太陽之船（日语：太陽の船 ソルビアンカ）（MC、海豚號操作員A）

2001年
- R.O.D -READ OR DIE-（保羅、亞歷克斯、船員）
- 時空異邦人KYOKO 交給巧克力吧！（部下B）

2002年
- 學園都市 Roses（日语：学園都市 ヴァラノワール）（拉杜易）
- 追擊揚格·哈洛克！宇宙戰士零外傳（日语：コスモウォーリアー零）（揚格·哈洛克）
- HUNTER×HUNTER ORIGINAL VIDEO ANIMATION（烏伯金）
- 橫濱購物紀行 -Quiet Country Cafe-（廣播）

2003年
- HUNTER×HUNTER GREED ISLAND（戎次克、摩塔里克）

2004年
- HUNTER×HUNTER G·I Final（基里科、摩塔里克、巴拉巴、加西塔〈拜拉姆的弟弟〉）

2005年
- 聖鬥士星矢 冥王黑帝斯十二宮篇（日语：聖闘士星矢 冥王ハーデス編）（天哭星 鳥身女妖 華利泰）

2006年
- 網球王子 Original Video Animation 全國大賽篇（柳蓮二）

2008年
- 七龍珠 唷！歸來的孫悟空與夥伴們!!（日语：ドラゴンボール オッス!帰ってきた孫悟空と仲間たち!!）（支配人）

2010年
- 交響曲傳奇 THE ANIMATION 泰瑟亞蘭篇（阿魯特斯塔）

2012年
- SPY PENGUIN（日语：スパイペンギン）

2015年
- 東京喰種【JACK】（加藤）

### 網路動畫
2005年
- 格鬥天王：另一天（日语：The King of Fighters: Another Day）（洛克·哈瓦德（日语：ロック・ハワード））

2012年
- 京騷戲畫（伏見）

2014年
- 美少女戰士Crystal（昆扎特[57]）

2015年
- 機械少女Z Plus（神隼人）

2018年
- 神酒之尊（日语：神酒ノ尊-ミキノミコト-）（2018年—2019年，金龜[58][59]）

2020年
- 鋼彈創戰潛行者Re:RISE（GM／葛城）

2021年
- 超級小偷（TK·麥凱布[60]）

2024年
- 高爾夫物語（李王煉[61]）

### 遊戲
1996年
- 聖龍戰記（韋恩）

1997年
- 星形掃描（B1）

1999年
- 餓狼 MARK OF THE WOLVES（洛克·哈瓦德（日语：ロック・ハワード）[4]）
- JoJo的奇妙冒險（日语：ジョジョの奇妙な冒険 (対戦型格闘ゲーム)）[注 16]
- POP"N TANKS！（黑格爾）

2000年
- 格鬥天王2000（拉蒙（日语：ラモン (KOF)）、杜克·愛德華[注 17]、姜裴達[注 17]）

2001年
- CAPCOM VS. SNK 2 千禧之戰 2001（日语：CAPCOM VS. SNK 2 MILLIONAIRE FIGHTING 2001）（洛克·哈瓦德）
- 格鬥天王2001（拉蒙）
- 百獸戰隊牙吠連者（洛基）
- STARTLING ADVENTURES 空想3×大冒險（日语：スタートリングアドベンチャーズ 空想3×大冒険）（無法者A）
- FEVER4 SANKYO 官方柏青哥模擬

2002年
- 歸來的霹靂酷樂貓（羅密歐）
- 學園都市 Roses（日语：学園都市 ヴァラノワール）（尼姆達、爺爺、羅德里奎三世、校長）
- 格鬥天王2002（拉蒙）
- 網球王子SWEAT & TEARS（日语：テニスの王子様SWEAT & TEARS）（柳蓮二、網球俱樂部老闆）
- 炸彈人Jetters（日语：ボンバーマンジェッターズ (ゲーム)）（雷電炸彈）

2003年
- 明日之丈 ～燃盡全力！～（稻葉粂太郎、廣播、橫倉會長）
- 神魔預言錄（日语：ヴィーナス&ブレイブス〜魔女と女神と滅びの予言〜）（斯爾基·沃斯馬）
- 交響曲傳奇（沃爾特、阿魯特斯塔、瓦利）[注 18]
- 網球王子SWEAT & TEARS 2（日语：テニスの王子様SWEAT & TEARS 2）（網球俱樂部老闆）
- ONE PIECE 偉大航路之爭！3（日语：ONE PIECE グランドバトル! 3）（奧姆）

2004年
- 金肉人 新世代英雄（日语：キン肉マン ジェネレーションズ）（海王星人（日语：ネプチューンマン）、喧嘩男）
- 格鬥天王 極限衝擊（日语：KOF MAXIMUM IMPACT）（洛克·哈瓦德）
- 格鬥天王NEOWAVE（拉蒙）
- 交響曲傳奇（沃爾特、阿魯特斯塔、瓦利）[注 19]
- 網球王子 最強隊伍（柳蓮二）
- ONE PIECE Land Land！（奧姆）

2005年
- 格鬥天王XI（拉蒙）
- 網球王子 校慶的王子（柳蓮二）
- NeoGeo Battle Coliseum（日语：ネオジオバトルコロシアム）（洛克·哈瓦德）
- 鼻毛真拳 脫離!! 恥毛皇室（日语：ボボボーボ・ボーボボ 脱出!!ハジケ・ロワイアル）（鼻毛王）

2006年
- 戰艦砲手2 鋼鐵的咆哮（日语：ウォーシップガンナー2 鋼鉄の咆哮）（萊納特·舒爾茲）
- 空戰奇兵ZERO：貝爾卡戰役（日语：エースコンバット・ゼロ ザ・ベルカン・ウォー）（布雷特·湯普遜〈旁白〉）
- Edelweiss（日语：エーデルワイス (ゲーム)）（潘裘）
- 格鬥天王 極限衝擊2（洛克·哈瓦德）
- 金肉人 肌肉世代（日语：キン肉マン ジェネレーションズ）（海王星人、喧嘩男、KENTAMAN（日语：ケンダマン））
- THE 製作機器人！激鬥！機器人戰士（日语：THE ロボットつくろうぜっ! 激闘!ロボットファイト）（草壁銀次 等）
- 戰國無雙2（2006年—2007年，石田三成、柴田勝家）3作品[注 20]
- 網球王子 心動野外生存 山麓的神秘（柳蓮二）
- 任俠傳 渡世人一代記（荒波的岩松、二刀的雲太郎）
- 女神的酒窩（日语：メガミの笑壺）（萬條一機）
- 潛龍諜影 掌上行動（指揮官）

2007年
- 在我之下AGAKE（日语：俺の下であがけ）（西條貴之）
- 格鬥天王 極限衝擊 REGULATION "A"（洛克·哈瓦德）
- 戰國無雙KATANA（日语：戦国無双KATANA）（石田三成）
- DEAR My SUN!! ～育★子★狂想曲～（日语：DEAR My SUN!!〜ムスコ★育成★狂騒曲〜）（紫藤清四郎）
- 經典傳奇Vol.2（日语：テイルズ オブ ファンダム Vol.2）（內務大臣、歐利辛）
- 網球王子 心動野外生存 海邊的秘密（柳蓮二）
- 七龍珠Z Sparking！METEOR（日语：ドラゴンボールZ Sparking! METEOR）（那姆）
- Panic Palette（日语：Panic Palette）（諾爾雷特）
- 百獸大戰（日语：百獣大戦アニマルカイザー）（實況）
- VitaminX（日语：VitaminX）（龍太）
- 長劍風暴：百年戰爭（亨利·珀西）
- 無雙OROCHI（石田三成）
- 潛龍諜影 掌上行動+（指揮官）

2008年
- 晨曦時，夢見兮（日语：あさき、ゆめみし）（伊織愁一郎）
- 交響曲傳奇 -拉塔特斯克的騎士-（阿魯特斯塔）
- 宵星傳奇（雷文／修凡·奧爾托雷）
- 七龍珠DS（日语：ドラゴンボールDS）（那姆）
- Panic Palette 攜帶版（諾爾雷特）
- 無雙OROCHI 蛇魔再臨（石田三成、柴田勝家）

2009年
- 格鬥天王2002 UNLIMITED MATCH（拉蒙）
- 旋光的輪舞 Dis-United Order（日语：旋光の輪舞）（西奧·特維特、賈爾斯·希茨菲爾德）
- 戰國無雙3（2009年—2011年，石田三成、柴田勝家）4作品[注 21]
- 電擊學園RPG 女神的十字架（主人翁、絕夢）
- 末世巡禮 ～再見了月之廢墟～（博士）
- 無雙OROCHI Z（石田三成、柴田勝家）

2010年
- 伊蘇 -菲爾佳娜的誓言-（日语：イース -フェルガナの誓い-）（蘭道夫、阿多尼斯）
- 烏龍派出所 兩津流致富大作戰！（菊池與太郎）
- 三國戀戰記 ～少女的兵法！～（日语：三国恋戦記〜オトメの兵法!〜）（文若）
- Scared Rider Xechs（費爾南德斯）
- 網球王子 熱烈校慶的王子 -More Sweet Edition-（柳蓮二）
- 七龍珠 搭檔對決（日语：ドラゴンボール タッグバーサス）（裘伊）
- 七龍珠DS2 突擊！紅緞帶軍（日语：ドラゴンボールDS）（RR士兵C、RR兔男）
- 七龍珠 迅猛炸裂2（日语：ドラゴンボール レイジングブラスト）（裘伊）
- 魔獸戰士ZERO（日语：トリニティ ジルオール ゼロ）（莫佐瓦、安吉爾丹）
- ONE PIECE ONEPY B MATCH W（日语：ワンピーベリーマッチ）（2010年—2011年，多雷古、奧姆）

2011年
- Scared Rider Xechs -STARDUST LOVERS-（費爾南德斯）
- 戰國無雙 Chronicle（石田三成、柴田勝家）
- 世界傳奇 閃耀神話3（日语：テイルズ オブ ザ ワールド レディアント マイソロジー3）（雷文、英雄的聲音）
- 網球王子 心動野外生存 海與山的Love Passion（柳蓮二）
- 遙遠時空5（日语：遙かなる時空の中で5）（2011年—2012年，福地櫻智[62]）2作品[注 22]
- 無雙OROCHI 2（2011年—2013年，石田三成、柴田勝家）4作品[注 23]
- ONE PIECE 大決戰！2 新世界（日语：ONE PIECE ギガントバトル!）（X·多雷古）

2012年
- 假面騎士全集合騎士世代2（日语：オール仮面ライダー ライダージェネレーション）（天蠍座Zodiarts）
- 英雄傳說 零之軌跡 Evolution（迪塔·庫羅伊斯[63]、哈爾特曼）
- 聖戰魔咒（蒙費拉侯博尼弗斯）
- 機動戰士鋼彈AGE 宇宙加速／宇宙驅動（史歷克·亞碧斯[64]）
- 真·三國無雙 VS（石田三成）
- 真·北斗無雙（里哈克[65]、賈寇烏[66]）
- Scared Rider Xechs I + FD 攜帶版（費爾南德斯）
- 戰國無雙 Chronicle 2nd（石田三成、柴田勝家[67]）
- 七龍珠群雄（2013年—，裘依、貝爾加摩）4作品[注 24]
- 新娘夢工廠（日语：嫁コレ）（福地櫻智）
- 浪客劍心 完醒（刈羽蝙也[68]）
- 雷頓教授VS逆轉裁判（御劍怜侍）
- 倭人異聞錄 ～晨曦時，夢見兮～（伊織愁一郎[69]）

2013年
- 晨曦時，夢見兮 ～一年～（伊織愁一郎[70]）
- 逆轉裁判5（御劍怜侍）
- 戀花DAYS（日语：恋花デイズ）（鈴宮千彰[71]）
- 三國戀戰記 ～少女的兵法！～ 以思念回應（文若[72]）
- 交響曲傳奇 同音包（日语：テイルズ オブ シンフォニア ユニゾナントパック）（阿魯特斯塔）

2014年
- 英雄傳說 碧之軌跡 Evolution（迪塔·庫羅伊斯、哈爾特曼）
- 超級英雄世代（天蠍座Zodiarts／天蠍座Nova）
- 戰國無雙4（2014年—2015年，石田三成[73]、柴田勝家[74]）3作品[注 25]
- 世界傳奇 夢想尤尼提亞（日语：テイルズ オブ ザ ワールド タクティクス ユニオン）（雷文[75]）
- 戰國無雙 Chronicle 3（日语：戦国無双 Chronicle 3）（石田三成、柴田勝家）
- 神秘時代 ～愛的你與尋找之物～（瑟德利克[76]）
- ONE PIECE 超級偉大航路之爭！X（多雷古）

2015年
- 新網球王子 ～Go to the top～（柳蓮二）
- Scared Rider Xechs Rev.（費爾南德斯[77]）
- 超級機器人大戰BX（史歷克·亞碧斯）
- 東京幻都（梧桐榮二[78]）
- 遙遠時空6（日语：遙かなる時空の中で6）（2015年—2016年，本條政虎[79][80]）2作品[注 26]
- ROJECT X ZONE 2：BRAVE NEW WORLD（日语：PROJECT X ZONE 2:BRAVE NEW WORLD）（御劍怜侍[81]）
- ONE PIECE KINGS（多雷古）
- 大人們的命運之戀（悠瀨利都）

2016年
- 伊蘇VIII -丹娜的隕涕日-（艾爾朗[82]）
- DAME×PRINCE（日语：DAME×PRINCE）（克洛姆）
- 逆轉裁判6（御劍怜侍）
- 鏡界的白雪（善野世裏[83]）
- 闇影詩章
- SRX 青與紅的狂詩曲（費爾南德斯）
- 戰國無雙 ～真田丸～（石田三成、柴田勝家）
- 食罪 ～千之詛咒、千之祈禱～（陸任史[84]）
- 百花百狼 ～戰國忍法帖～（上杉景勝）
- 奇蹟暖暖（喬布·朗尼）
- 悠久的Tierblade -Lost Chronicle-（卡麥恩[85]）

2017年
- 女友伴身邊（惡神社男[86]）
- 羈絆前鋒（霜隼人[87]）
- 鏡光傳奇（日语：テイルズ オブ ザ レイズ）（2017年—2021年，雷文／修凡·奧爾托雷）
- 無雙☆群星大會串（石田三成[88]）
- 悠久的Tierblade -Fragments of Memory-（卡麥恩[89]）

2018年
- 噬神者 共鳴作戰（鴉[90]）
- 無雙OROCHI 3（石田三成、柴田勝家）
- 夢間集（日语：夢間集）（洛陽扇）

2019年
- 宵星傳奇 REMASTER（雷文／修凡·奧爾托雷）
- 超級七龍珠群雄 世界任務（裘依、貝爾加摩）
- BLADE XLORD 眾劍之王（查爾斯·布洛普遜[91]）
- FFBE 幻影戰爭 WAR OF THE VISIONS（日语：WAR OF THE VISIONS ファイナルファンタジー ブレイブエクスヴィアス 幻影戦争）（維斯特拉[92]）
- 偶像大師SideM（雷文）

2020年
- 七龍珠Z 卡卡洛特（裘依、那姆）
- ONE PIECE 海賊無雙4（多雷古）
- 在茜色世界與你詠唱（師父）
- 遙遠時空7（日语：遙かなる時空の中で7）（直江兼續[93]）
- 萊莎的鍊金工房2 ～失落傳說與秘密妖精～（克里佛德·迪斯威爾[94]）

2021年
- 戰國無雙5（柴田勝家[95]）
- （凱薩）
- 鬼滅之刃 火之神血風譚（鐵穴森）
- 超級機器人大戰30（盧卡斯博士）

2022年
- 夢職人與無法忘懷的黑妖精（阿德爾[96]）
- 言靈戰士（日语：共闘ことばRPG コトダマン）（月島軍曹[97]）

### 外語配音

#### 電影
- 美夢成真（日语：石ころの夢）
- 萬靈之日（英语：All Souls Day (film)）（約斯〈崔維斯·維斯特〉）
- 青春愛欲吻（英语：Angus, Thongs and Perfect Snogging）
- 聖誕禮讚（英语：Christmas Carol: The Movie）
- 自由國度（比利·威廉斯〈安東尼·麥凱〉）
- 冰上奇蹟（英语：Miracle (2004 film)）（約翰·哈林頓（英语：John Harrington (ice hockey)）〈奈特·米勒〉）

#### 電視影集
- 陰陽魔界 (第2季)（菲爾·海斯〈吉米·辛普森〉）
- ONE PIECE（2023年，波卡托）

#### 動畫
- 啄木鳥伍迪 (1999年電視動畫)（英语：The New Woody Woodpecker Show）（巴兹·巴扎德（英语：Buzz Buzzard）〈比利·威斯特（英语：Billy West）〉）

### 特攝影集
2001年
- 百獸戰隊牙吠連者（奧魯古公爵狼鬼的聲音、飾演市民）

2006年
- 魔法戰隊魔法連者VS刑事連者（冥獸人魔人阿波羅斯〈代理商X〉的聲音）

2007年
- 科學忍者隊葛恰屏（日语：科学忍者隊ガッチャピン）（葛恰屏2號的聲音）

2008年
- 炎神戰隊轟音者（掃除大臣凱雷斯基的聲音）

2011年
- 假面騎士Fourze（天蠍座Zodiarts的聲音、Zodiarts開關的聲音）

2013年
- 獸電戰隊強龍者（亡領魔獸的聲音）

2016年
- 動物戰隊獸王者（傑克特的聲音）

2017年
- 歸來的動物戰隊獸王者 納命來吧！地球王者決定戰（日语：帰ってきた動物戦隊ジュウオウジャー お命頂戴!地球王者決定戦）（傑克特的聲音）

2018年
- 快盜戰隊魯邦連者VS警察戰隊巡邏連者（烏西巴洛特·札·布羅的聲音[98]）

2023年
- 王樣戰隊帝王者（黃刺蛾茲姆的聲音[99]）

### 廣播節目
※記號表示網路廣播。
- 網球王子 ON THE RADIO（日语：テニスの王子様 オン・ザ・レイディオ）（2005年—2010年，文化放送）
- 電擊文庫網路電台 喜多村市立竹本學園（2008年—2009年，電擊文庫公式官網）※
- 小野坂昌也、竹本英史的新羅曼史&無雙（日语：小野坂昌也・竹本英史のネオロマ&無双）（2010年—2011年，文化放送）
- 新網球王子 ON THE RADIO（日语：テニスの王子様 オン・ザ・レイディオ#新テニスの王子様 オン・ザ・レイディオ）（2012年—，文化放送）
- 王子殿下（笑）系列網路廣播 Prison Radio（日语：王子様（笑）シリーズ#Webラジオ）（2012年—2013年，animateTV（日语：アニメイトタイムズ））※
- 進藤尚美與竹本英史的華劇Radio（2012年，Banafes！Raido（日语：バナフェス!ラジオ））※
- 華劇Radio（2014年—2015年，fun Radio（日语：funラジオ））※
- &CAST!!!時間 竹本英史、新井良平的LOVE❤SAKE by神酒之尊（日语：神酒ノ尊-ミキノミコト-）（2019年—2020年，超！A&G+、&CAST!!!（日语：&CAST!!!））※[100]

廣播劇
- 青山二丁目劇場（日语：青山二丁目劇場）「沒錯，人不可貌相」（野田進）

### 真人實境
電視節目
- 我們的夏祭2012！MASAYA48特別節目「昌也的夢想婚禮」（AT-X，2012年9月1日）

影像商品
- DEAR My SUN!! ～POP★STEP★LIVE～（日语：DEAR My SUN!!〜ムスコ★育成★狂騒曲〜） 活動DVD
- 網球王子 100首歌曲連續馬拉松
- 網球王子祭2009
- 網球王子祭2011 in 武道館
- 網球王子祭2013
- 多重DVD 遙遠時空 八葉爛漫
- 遙遠時空5（日语：遙かなる時空の中で5） 八葉爛漫2
- 多重DVD 遙遠時空6（日语：遙かなる時空の中で6） 八葉爛漫3
- 新羅曼史祭 12
- 新羅曼史 LIVE 2011 Autumn
- 新羅曼史 盛典遙祭2011 ～初春時代繪卷～
- 新羅曼史 盛典遙祭 盛典遙祭2011 ～櫻花戀模樣～
- 新羅曼史 盛典遙祭 盛典遙祭2012
- 新羅曼史 盛典遙祭 12
- 新羅曼史 盛典遙祭 13
- 新羅曼史 盛典遙祭 ～遙遠時空&金色琴弦～
- JAPAN 乙女 Festival3
- 新羅曼史 盛典遙祭2015 ～十五年之宴～
- 新羅曼史 盛典遙祭2016
- 新羅曼史 盛典遙祭2017 -Black Butterfly-
- 多重DVD+CD 戰國無雙 武將遊戲
- 戰國無雙 聲優奧義 2010秋
- 戰國無雙 聲優奧義 2011秋
- 戰國無雙 聲優奧義 2012秋
- 戰國無雙 聲優奧義 2014春 ～祝宴 十年祭～
- 戰國無雙 聲優奧義 2016 ～真田 夏之陣～
- 傳奇系列祭 2011
- 傳奇系列祭 2012
- 傳奇系列祭 2014
- 傳奇系列祭 2016
- 傳奇系列祭 2017
- 傳奇系列祭 2018
- 傳奇系列祭 2019
- 小野、小西的O+K ～兩個屋簷下～
- 小野、小西的O+K DVD ～好孩子、壞孩子、普通孩子～
- 小野、小西的O＋K DVD ～即興劇 口號是『勇氣』！～
- Scared Rider Xechs NEW DAYS 2016 春天的Submission 活動DVD
- DAME×PRINCE（日语：DAME×PRINCE） ANIME CARAVAN 大收穫祭 Blu-ray
- 宵星傳奇 10週年派對 Blu-ray

### 旁白
- 命運的數字（日语：運命の数字）（朝日電視台）
- 資訊Presenter 獨家新聞！（富士電視台）
- （富士電視台）
- （富士電視台）
- MANNINGEN（日语：MANNINGEN）（富士電視台）
- （東京電視台）
- （NHK教育）
- （NHK教育）
- 體育大陸（日语：スポーツ大陸）（NHK綜合）
- （NHK教育）
- 光榮「真·三國無雙DS 鬥士之戰」廣告
- 日清製粉（日语：日清製粉）廣告
- （聲音演出，富士電視台）
- 獨裁者的房間（NHK教育）
- NHK特集（聲音演出，NHK）
- 七龍珠Z×花王

### CD

#### 廣播劇CD
- 王子（笑）系列（日语：王子様（笑）シリーズ）（管家）
  - 廣播劇CD 第1－2卷
  - 廣播劇CD ～王子與沉睡森林～、～王子與青蛙～、～王子殿下與二羽的公主～
  - 廣播劇CD if ～王子（笑）學園～、～王子（笑）學園 2學期～
  - 多樣廣播劇CD 1st Vacation、2nd Season、3rd Party、4th Legend
  - 閱讀談話CD ～獻給你的故事～ 第2集
  - 廣播劇CD 最終章 第1—3卷
- 廣播劇CD 終焉的年代記（Fafner、旁白）
- NRPC系列 廣播劇CD「水戶黃門」第1—4卷（八）
- 廣播劇CD「Love Heaven」第1卷（鄭和）
- 逆轉裁判
  - 廣播劇CD 逆轉檢事2 ～來自宇宙的逆轉!?～（御劍怜侍）
  - 廣播劇CD 逆轉裁判5 ～逆轉的動物馬戲團!?～（御劍怜侍）
  - 逆轉裁判123 成步堂精選輯 限定版廣播劇CD「逆轉組合」（御劍怜侍）[注 27]
  - 逆轉裁判6 LIMITED EDITION 全新原聲廣播劇CD（御劍怜侍）
- 自我中心戀愛（K醫大教授）
- Scared Rider Xechs Summer Hit 4M2S（費爾南德斯）
  - Scared Rider Xechs Summer Hit 4M2S
  - Scared Rider Xechs Summer Motion 333
- Scared Rider Xechs 廣播劇CD9「白色任務」（費爾南德斯）
- 純愛手札 vol.4 告白馬卡龍 fruity（瞬）
- 任俠傳 渡世人一代記 廣播劇CD ～風來的蓮次～（荒波的岩松）
- 瀨戶的花嫁（政）
- 戰國無雙 百花饗演（石田三成）
- 戰國無雙3 光華繚演（石田三成）
- 戰國無雙4 ～永遠的羈絆～（石田三成）
- 八犬傳 -東方八犬異聞-系列（青蘭）
- 宵星傳奇系列（雷文）
  - 廣播劇CD 宵星傳奇 第1—6卷
  - 選集廣播劇CD 宵星傳奇 2009 Winter
  - 選集廣播劇CD 宵星傳奇 2010 Summer
  - 選集廣播劇CD 宵星傳奇 2010 Winter
  - 「宵星傳奇」虛空的假面 前篇、後篇
- 遙遠時空5（日语：遙かなる時空の中で5） 黎明之前 貳（福地櫻智）
- 遙遠時空6（日语：遙かなる時空の中で6） 黑色萬花筒 ～其之一～（本條政虎）
- 遙遠時空6 黎明的二重奏 ～蠱惑的森林～（本條政虎）
- HELLOWEEN + TOWN（南瓜）
- Breathless Hunter（鴨志田雅文）
- “文學少女”渴望死亡的小丑 【前篇】、【後篇】（添田康之）
- 花嫁研習社（劉易士的父親）
- LOVE YOU 我的勇者公主（神田高士）
- 羅密歐與茱麗葉（勞倫斯神父）
- 無職轉生 ～到了異世界就拿出真本事～ 轉移迷宮篇（保羅·格雷拉特[101]）
- DAME×PRINCE（日语：DAME×PRINCE） 角色CD系列 克洛姆篇（克洛姆）

#### 音樂CD
- 戰國無雙 閃·烈歌奧義/飛·翔歌奧義（石田三成）
  - （石田三成&加藤清正）
  - （真田幸村&石田三成&直江兼續）
  - （石田三成feat.島左近）
  - 侍魂 ～KIZUNA～（島左近 feat. 石田三成）
- 戰國無雙Chronicle 2nd 斬·擊歌奧義
  - （石田三成）
- 戰國無雙3 Z 天·轟歌奧義
  - （真田幸村&石田三成&直江兼續）
- 戰國無雙角色歌曲 其之貳. 石田三成
  - （石田三成）
- 戰國無雙4 ～永遠的羈絆～
  - （石田三成&島左近）
  - （真田幸村&石田三成&直江兼續）
- 戰國無雙 武將遊戲
  - 草枕之夢（真田幸村&石田三成&直江兼續）
- DEAR My SUN!! ～育★子★狂想曲～ 角色歌曲&訊息CD 雷斗ver.（日语：DEAR My SUN!!〜ムスコ★育成★狂騒曲〜）
  - （紫藤清四郎&堂島恭也）
- 數碼寶貝拯救隊 精選名曲+角色新歌曲集（番長獅子獸）
  - 男魂（番長獅子獸）
- 網球王子系列
  - Dream to Remember（柳蓮二）
  - ANSWER（柳蓮二）
  - （九鬼貴一）
  - 浪漫爛漫（海志漢〈柳蓮二〉）
  - TRICK,FAKE,or TRUTH（柳蓮二&〈仁王雅治〉）
  - （柳蓮二）
  - （九鬼貴一）
  - （乾貞治&柳蓮二）
  - （柳蓮二）
  - （九鬼貴一）
  - （九鬼貴一）
  - （九鬼貴一）
  - （九鬼貴一）
  - （九鬼貴一）
  - （九鬼貴一）
  - （柳蓮二&真田弦一郎&幸村精市）
  - Master Plan（柳蓮二）
  - Not ended yet（柳蓮二）
  - Destination （立海All Star's〈柳蓮二〉）
- 遙遠時空5（日语：遙かなる時空の中で5） 曉之戀歌
  - 想春夢（福地櫻智）
- 歌唱集 遙遠時空5 淡雪之心歌
  - （小松帶刀&福地櫻智）
- 歌唱集 遙遠時空5 ～白妙之戀歌～ 2
  - 永遠花火（福地櫻智）
- 遙遠時空6（日语：遙かなる時空の中で6） 黑色萬花筒 ～其之一～/遙遠時空6 浪漫歌曲
  - TiGER（本條政虎）
- 多樣CD 遙遠時空6 黎明的二重奏 ～蠱惑的森林～
  - （琥珀&本條政虎）
- 多樣CD 遙遠時空6 幻想燈輪舞曲 天地的齒輪 ～青龍、白虎～/歌唱集 遙遠時空6 幻想燈輪舞曲 甘美的歌 
  - WiLD EYES（本條政虎）
- 龍王傳說 角色歌曲系列5 
  - （BB & JJ）
- SRX THE BEST 紅盤
  - （駒江克裏斯托夫·陽介&費爾南德斯）
- 電視動畫「Scared Rider Xechs」 Resonance歌曲系列 Vol.1
  - （駒江克裏斯托夫·陽介&費爾南德斯）
  - （FERNANDES）
- DAME×PRINCE（日语：DAME×PRINCE） ANIME CARAVAN ED主題歌 
  - Promise（特歐&利奧特&克洛姆）
- DAME×PRINCE 角色CD系列 克洛姆篇
  - （克洛姆）

### 其它
- （2003年，鐵男）
- 逆轉裁判、逆轉檢事
  - 逆轉裁判 東京電玩展 特別法廷2005（御劍怜侍）
  - 逆轉裁判 東京電玩展 特別法廷2006（御劍怜侍）
  - 逆轉裁判 特別法廷 2008 管弦樂團演奏會（御劍怜侍）
  - 逆轉檢事 東京電玩展 特別法廷2008（御劍怜侍）
  - 逆轉檢事 東京電玩展 特別法廷2010（御劍怜侍）
  - FLASHBACK逆轉檢事（御劍怜侍）
  - 逆轉裁判10周年 特別法廷（御劍怜侍）
  - 逆轉裁判 東京電玩展 特別法廷2015（御劍怜侍）
  - 逆轉裁判6 完成披露會 特別法廷（御劍怜侍）
- Heartcatch 光之美少女！ 音樂劇秀（古蒙察奇）
- Audible『櫻田門外之變』著：司馬遼太郎（朗讀）
- 有聲漫畫『Armagia Project（日语：アルマギア -Project-）』（2022年，帝國兵A、帝國戰車兵C[102]）

## 腳註

## 外部連結
- 竹本 英史｜青二Production （日語）
- 竹本英史 （页面存档备份，存于） （日語）—SEIGURA Web
- 竹本英史的X（前Twitter） （日語）